# Ед Веренич
Ед Веренич (англ. Ed Werenich; нар. 26 червня 1947, Беніто, Манітоба, Канада) — канадський керлер українського походження. Поза спортом працював пожежником.

## Біографія
Народився та виріс у селі Беніто, Манітоба, але переїхав до Торонто після закінчення школи. У віці 10 років почав займатись керлінгом. 1973 року взяв участь у своєму першому чемпіонаті Канади з керлінга. Загалом за свою кар'єру змагався на 10 чемпіонатах Канади. 1983 року став чемпіоном світу з керлінгу. 1990 року вдруге став чемпіоном світу.
1988 року був включений до Керлінгової зали слави Онтаріо, а 2009 року — до Спортивної зали слави Онтаріо.